# Cornwall (Schiff, 1904)
HMS Cornwall war ein Panzerkreuzer der Monmouth- oder County-Klasse, die von 1904 bis 1920 eingesetzt wurde und das sechste Schiff dieses Namens in der Royal Navy. Sie war am Seegefecht bei den Falklandinseln beteiligt und versenkte den Kleinen Kreuzer Leipzig.

## Geschichte
Die Cornwall lief am 29. Oktober 1902 beim Pembroke Dockyard in Wales, wo schon das Schwesterschiff Essex gebaut wurde, vom Stapel. Sie und ihr Schwesterschiff Cumberland wurden im Dezember 1904 als letzte Schiffe ihrer Klasse in Dienst gestellt.
Wie ihre Schwesterschiffe verdrängte sie 9.800 Tonnen, hatte beim Abnahmetest eine Höchstgeschwindigkeit von 23,6 Knoten bei 22,694 ihp Antriebsleistung und als einziges Schiff der Klasse 31 Babcock-Kessel statt der üblichen Belleville-Kessel fast aller Schwesterschiffe.
Die Hauptbewaffnung, bestehend aus vierzehn 6-Zoll-(15,2-cm)-Schnellladegeschützen, davon vier in einem Bug- und einem Heck-Doppelturm und zehn in Kasematten, war vergleichsweise schwach für einen Panzerkreuzer der damaligen Zeit. Da die unteren sechs Kasemattgeschütze nicht sehr weit über der Wasserlinie lagen, konnten sie nur bei ruhiger See wirksam eingesetzt werden. Die Panzerung war ebenfalls nicht sehr stark.

## Einsätze vor dem Weltkrieg
Als die Cornwall mit dem Schwesterschiff Cumberland 1904 in den Dienst kam, wurden beide Panzerkreuzer der Cruiser Squadron der Kanalflotte zugeteilt. Dieses Kreuzergeschwader wurde 1905 in das 1. und das 2. Kreuzergeschwader geteilt und das 2. Geschwader unter Konteradmiral Prinz Louis Alexander von Battenberg der Atlantikflotte zugeteilt. 

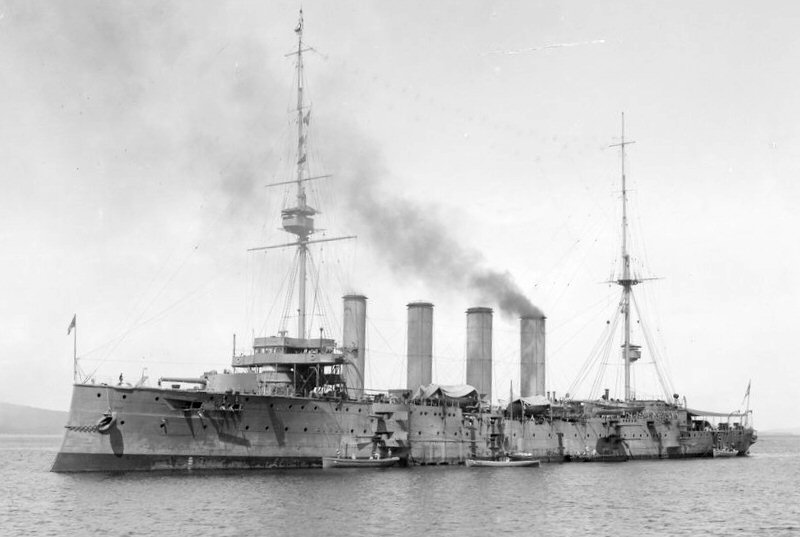
HMS Drake,
Flaggschiff der 2nd Cruiser Squadron

Es bestand anfangs aus der Drake als Flaggschiff und vier Panzerkreuzern der Monmouth-Klasse mit Berwick, Cornwall, Cumberland und Essex. Dazu trat dann noch im Sommer 1905 die Bedford. 1905 besuchte Prinz Louis mit seinem Geschwader erst Häfen am Mittelmeer und dann von August bis November 1905 kanadische und amerikanische Häfen. Die Rückfahrt von New York zum Geschwaderstützpunkt nach Gibraltar wurde als Rennen ausgetragen, bei dem sich die Cornwall nicht auszeichnen konnte.
1906 gehörte die Cornwall mit ihren Schwesterschiffen Berwick und Cumberland und der Drake als Flaggschiff weiter zum 2. Kreuzergeschwader in der Atlantikflotte, dem jetzt noch die neueren Panzerkreuzer Duke of Edinburgh und Black Prince angehörten.
Sie diente dann weiter im Verband der Home Fleet. Während dieser Zeit machte sie auch eine Ostseereise und besuchte unter anderem den deutschen Hafen Swinemünde. Als sie 1911 im Nordatlantik eingesetzt wurde, lief sie am 6. August auf den Pinnacle Rock vor Cape Sable Island auf, als sie der in der Nacht vom 30. zum 31. Juli ebenfalls aufgelaufenen Niobe, einem Kreuzer der Diadem-Klasse und eines der ersten Schiffe der Royal Canadian Navy, helfen wollte. Glücklicherweise gelang es recht bald, beide Kreuzer wieder frei zu schleppen. Allerdings fiel die Niobe 18 Monate aus und war in ihrer Spitzengeschwindigkeit seitdem beschränkt. Im Krieg diente sie zeitweise zusammen mit Kreuzern der Monmouth-Klasse bei der 4th Cruiser Squadron.

## Kriegseinsatz
Im August 1914 wurde die Cornwall nach Westafrika zur 5th Cruiser Squadron unter Konteradmiral Archibald P. Stoddart entsandt. Am 6. August 1914 brachte sie das deutsche Handelsschiff Syra auf.

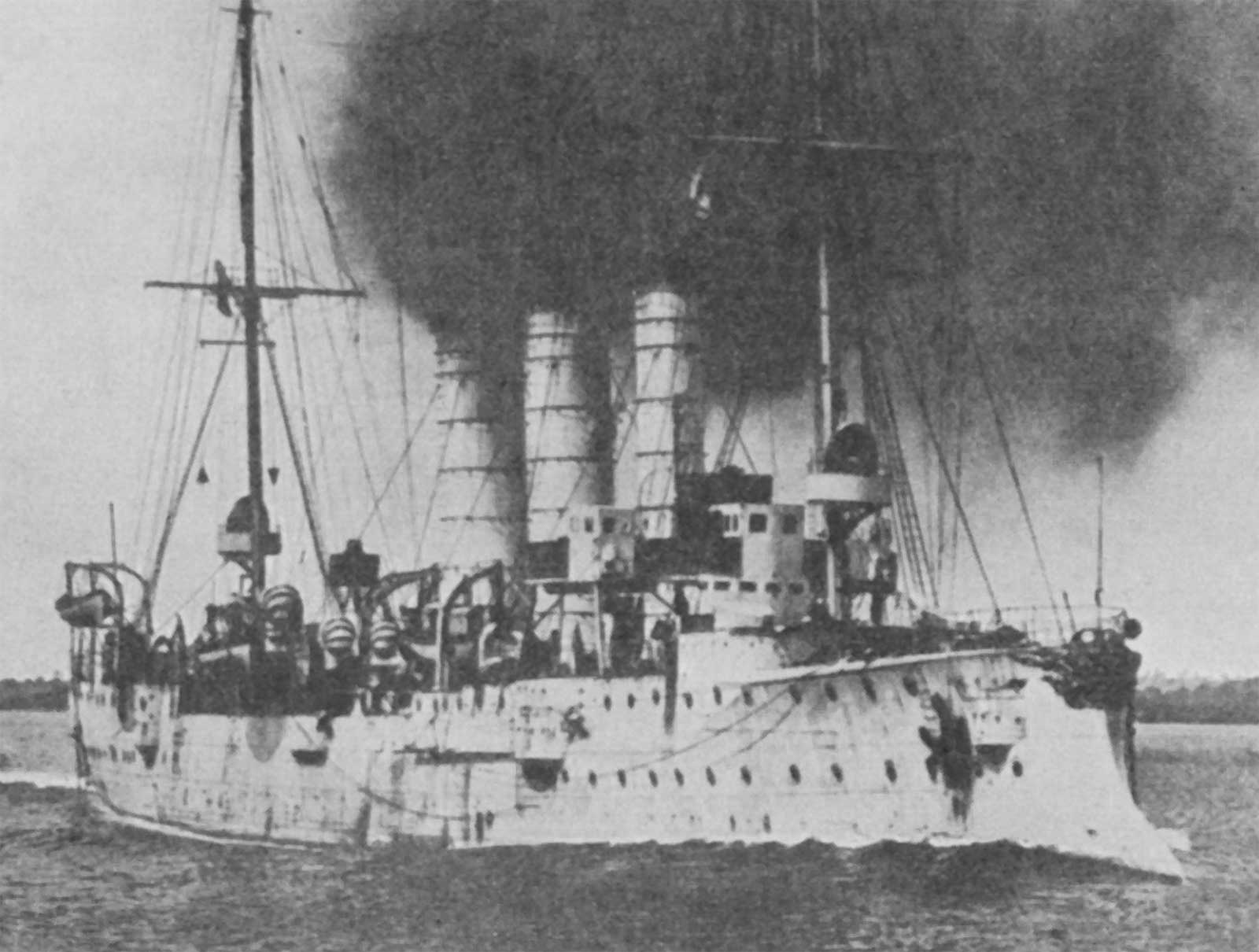
SMS Leipzig

Sie gehörte zu den Schiffen, die 8. Dezember 1914 gegen das deutsche Ostasiengeschwader das Seegefecht bei den Falklandinseln führten und das Geschwader vernichteten.
Als am Morgen des 8. Dezember die Deutschen vor den Falklandinseln erschienen, waren die Briten noch beim Kohlen. Die Cornwall folgte den Schlachtkreuzern Invincible und Inflexible sowie Stoddart's Flaggschiff Canarvon, fiel aber wegen ihrer geringeren Geschwindigkeit weit zurück. Die britischen Schlachtkreuzer machten deutlich mehr Fahrt als die Deutschen, die guten Sichtverhältnisse und die ruhige See an diesem Tag erlaubten es den Briten, die nach Osten laufenden deutschen Schiffe problemlos am Horizont zu erkennen und langsam einzuholen.
Nachdem Graf Spee erkannt hatte, dass er im geschlossenen Verband nicht entkommen konnte, entließ er um 13:15 Uhr die Leipzig und signalisierte um 13:20 Uhr: „Kleine Kreuzer entlassen. Zu Entkommen versuchen!“ Der britische Kommandierende, Doveton Sturdee, reagierte sofort: Er hatte dieses Verhalten erwartet. Auf ein vereinbartes Signal begannen nun die Cornwall, ihr Schwesterschiff Kent und bald darauf auch die Glasgow mit der Verfolgung der Kleinen Kreuzer der Deutschen.
Cornwall sollte die Leipzig stoppen, die allerdings zuvor schon von der Glasgow angeschossen wurde. Die Treffer der Glasgow verlangsamten die Leipzig, so dass die Cornwall aufschließen konnte und dann die Leipzig mit ihrer überlegenen Bewaffnung beschoss und versenkte. Sie erhielt selbst 18 Treffer, musste zwei Bunker fluten und hatte etwas Schlagseite. Verluste waren nicht zu beklagen.
Im Januar 1915 verlegte die Cornwall nach Ostafrika zu den Kräften gegen die Königsberg. Im Juni 1915 wurde sie dann zu den Dardanellen geschickt. Im Januar 1916 kam sie dann zur China Station und im Oktober 1916 dann zur East Indies Station und wurde zum Schutz des Seeverkehrs und zur Abwehr etwaiger Angriffe von Handelsstörern eingesetzt. 1917 kehrte sie nach Großbritannien zurück, um eine umfassende Instandsetzung zu erhalten. Nach dieser wurde sie als Teil der West Indies and North America Station zur Konvoibegleitung zwischen Kanada und Großbritannien eingesetzt.
Nach dem Kriegsende wurde die Cornwall 1919 außer Dienst gestellt und im Juli 1920 zum Abbruch verkauft.